# バーナード・ウォード (初代バンガー子爵)

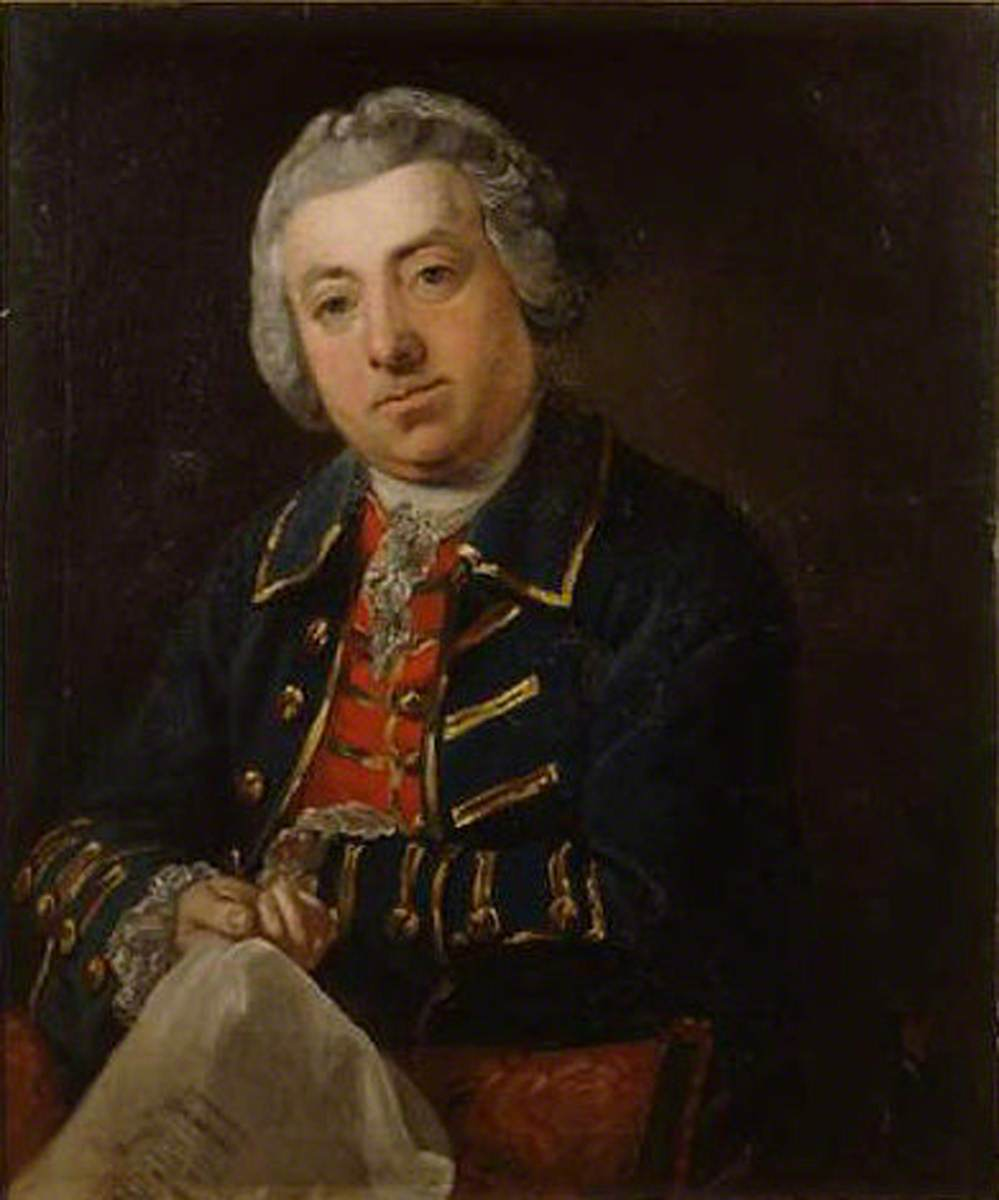
1767年頃の肖像画

初代バンガー子爵バーナード・ウォード（英語: Bernard Ward, 1st Viscount Bangor、1719年9月6日洗礼 – 1781年5月20日）は、アイルランド王国の政治家、貴族。

## 生涯
アイルランド王国の裁判官マイケル・ウォード（1758年没）とアン・キャサリナ・ハミルトン（Anne Catharina Hamilton、ジェームズ・ハミルトンの娘）の息子として、1719年8月に生まれ、9月6日に洗礼を受けた。
1745年から1770年までダウン選挙区の代表としてアイルランド庶民院議員を務めた。1761年にキリレイ選挙区で、1768年にバンガー選挙区でも当選したが、2度ともダウン選挙区の代表として議員を務めることを選択した。
1770年5月30日にアイルランド貴族であるダウン県におけるキャッスル・ウォードのバンガー男爵に叙され、1771年3月11日にアイルランド貴族院議員に就任した。1781年1月11日、アイルランド貴族であるダウン県におけるキャッスル・ウォードのバンガー子爵に叙された。
1781年5月20日にキャッスル・ウォードで死去、息子ニコラスが爵位を継承した。

## 家族
1747年12月、アン・ブライ（Ann Bligh、1789年2月7日没、初代ダーンリー伯爵ジョン・ブライの娘）と結婚、3男4女をもうけた。
- ニコラス（1750年 – 1827年） - 第2代バンガー子爵。子供なし
- エドワード（英語版）（1753年 – 1812年） - アイルランド庶民院議員。第3代バンガー子爵エドワード・サウスウェル・ウォードの父
- ロバート（英語版）（1754年 – 1831年） - 庶民院議員。子供あり
- アン・キャサリン（1825年没）
- ソフィア（1836年没）
- サラ・ヘンリエッタ・エリザベス（1759年頃 – 1853年4月）
- ジョージアナ・シャーロット・エミリア（1843年11月没） - 1782年、ヒュー・モンゴメリー（Hugh Montgomery、1815年3月30日没）と結婚